# Arrouquelas
Arrouquelas ist eine Freguesia im Kreis Rio Maior. In der 27,85 km² großen Gemeinde wohnen 634 Einwohner (Stand 19. April 2021). 
Der Ort liegt etwa neun Kilometer südlich der Kreisstadt. Die Freguesia entstand 1962 durch Abtrennung von São João da Ribeira. Sehenswert sind die Pfarrkirche, eine Sonnenuhr sowie die Fonte da Igreja.